# رهوة شعب مربح

تعديل مصدري - تعديل

رهوة شعب مربح هي إحدى قرى عزلة القارة بمديرية رصد التابعة لمحافظة أبين، بلغ تعداد سكانها 32 نسمة حسب تعداد اليمن لعام 2004.